# Roosevelt (Utah)
Roosevelt és una població dels Estats Units a l'estat de Utah. Segons el cens del 2000 tenia 4.299 habitants.

## Demografia
Segons el cens del 2000, Roosevelt tenia 4.299 habitants, 1.380 habitatges, i 1.095 famílies. La densitat de població era de 316,2 habitants per km².
Dels 1.380 habitatges en un 51% hi vivien nens de menys de 18 anys, en un 60,8% hi vivien parelles casades, en un 14,2% dones solteres, i en un 20,6% no eren unitats familiars. En el 16,7% dels habitatges hi vivien persones soles el 5,9% de les quals corresponia a persones de 65 anys o més que vivien soles. El nombre mitjà de persones vivint en cada habitatge era de 3,12 i el nombre mitjà de persones que vivien en cada família era de 3,51.
Per edats la població es repartia de la següent manera: un 39,5% tenia menys de 18 anys, un 10,7% entre 18 i 24, un 25,4% entre 25 i 44, un 16,1% de 45 a 60 i un 8,3% 65 anys o més.
L'edat mediana era de 25 anys. Per cada 100 dones de 18 o més anys hi havia 88,4 homes.
La renda mediana per habitatge era de 29.190 $ i la renda mediana per família de 32.328 $. Els homes tenien una renda mediana de 32.117 $ mentre que les dones 18.043 $. La renda per capita de la població era d'11.945 $. Entorn del 19,2% de les famílies i el 22,1% de la població estaven per davall del llindar de pobresa.

## Poblacions més properes
El següent diagrama mostra les poblacions més properes.